# Brendan Lane
Brendan Gerald Lane (Montpelier (Vermont); 19 de noviembre de 1990) es un exjugador de baloncesto estadounidense. Mide 2,06 metros de altura y ocupa la posición de pívot.

## College
Lane se caracteriza por ser un pívot defensivo formado a caballo entre las universidades de UCLA Bruins y Pepperdine University. Daría el salto profesional en Japón en las filas del Mitsubishi Diamond Dolphins.
En julio de 2016 firmó con el s.Oliver Würzburg alemán.